# Bazas
Bazas egy francia település Gironde megyében, az Aquitania régióban. Lakosainak száma 4819 fő (2022. január 1.). Gascogne-iul: Vasata vagy Bazats. Lakóit Bazadais-nak nevezik.

## Fekvése
Langontól délre fekvő település.

## Története
Püspöki város.

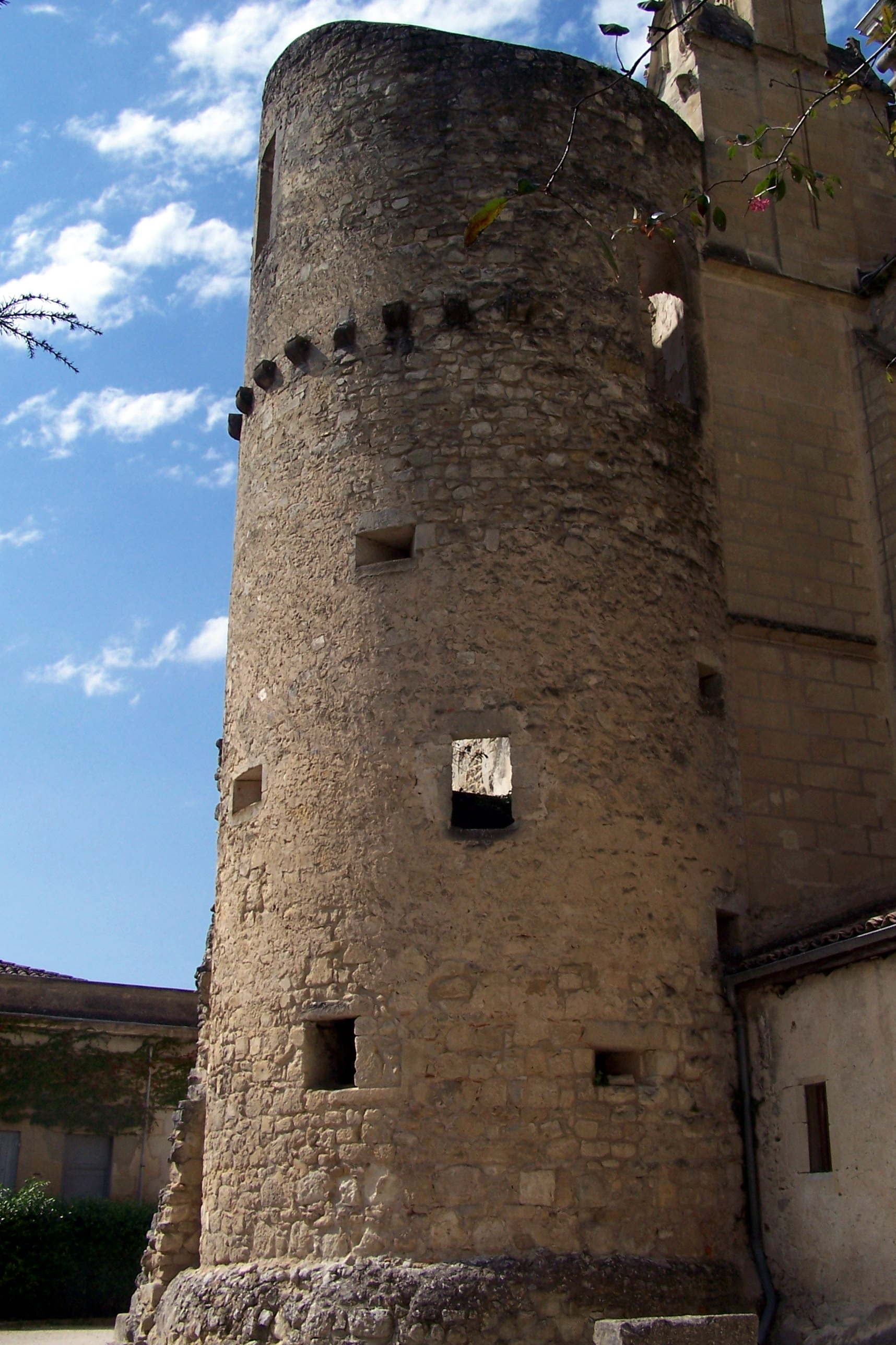

1561-ben a hugenották elpusztították a várost és a székesegyházat.

## Keresztelő Szt. János katedrális
Bazas 13. századból való katedrálisának hármas kapuzatán a gótikus szobrászat remekei láthatók.

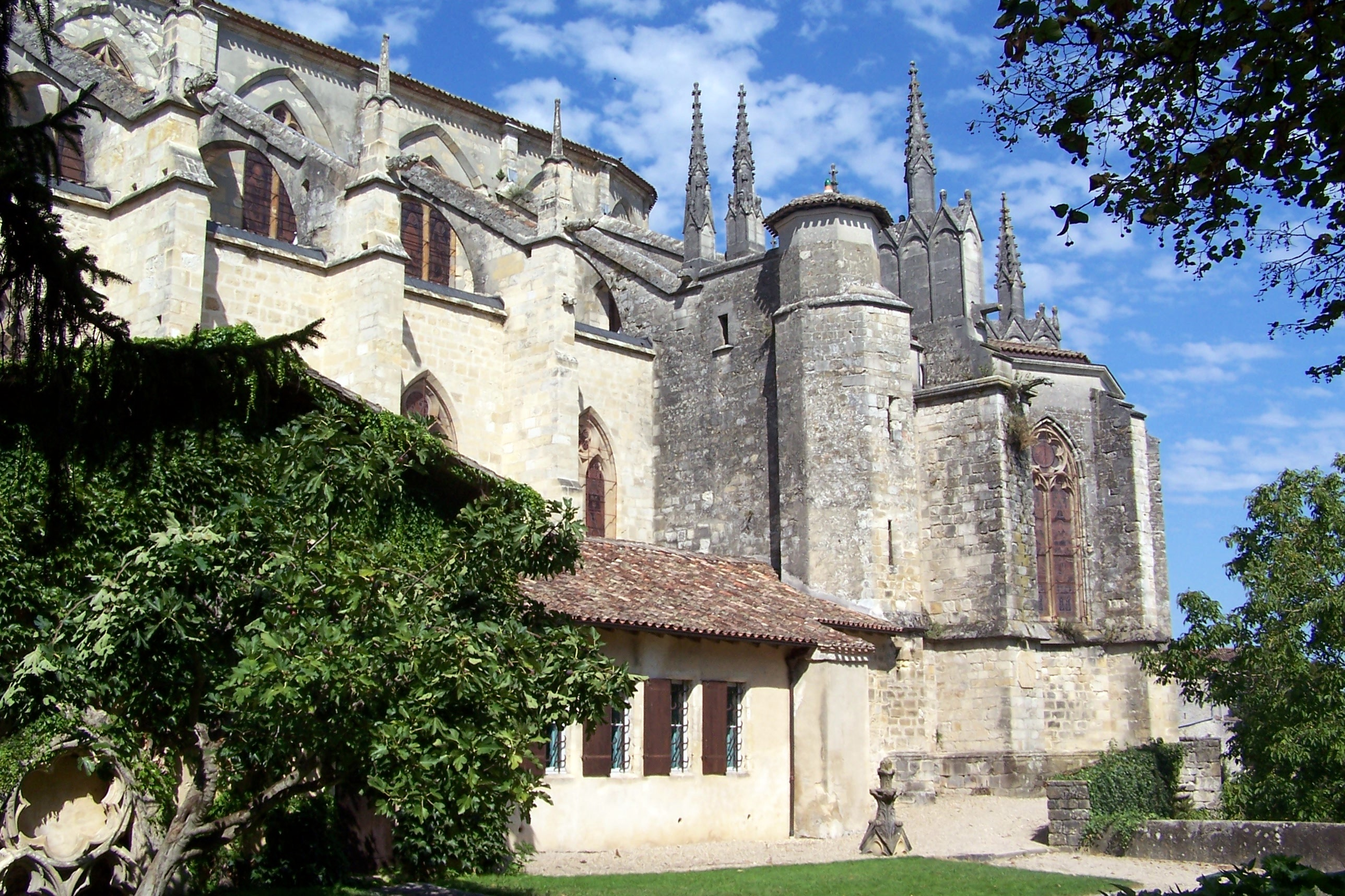
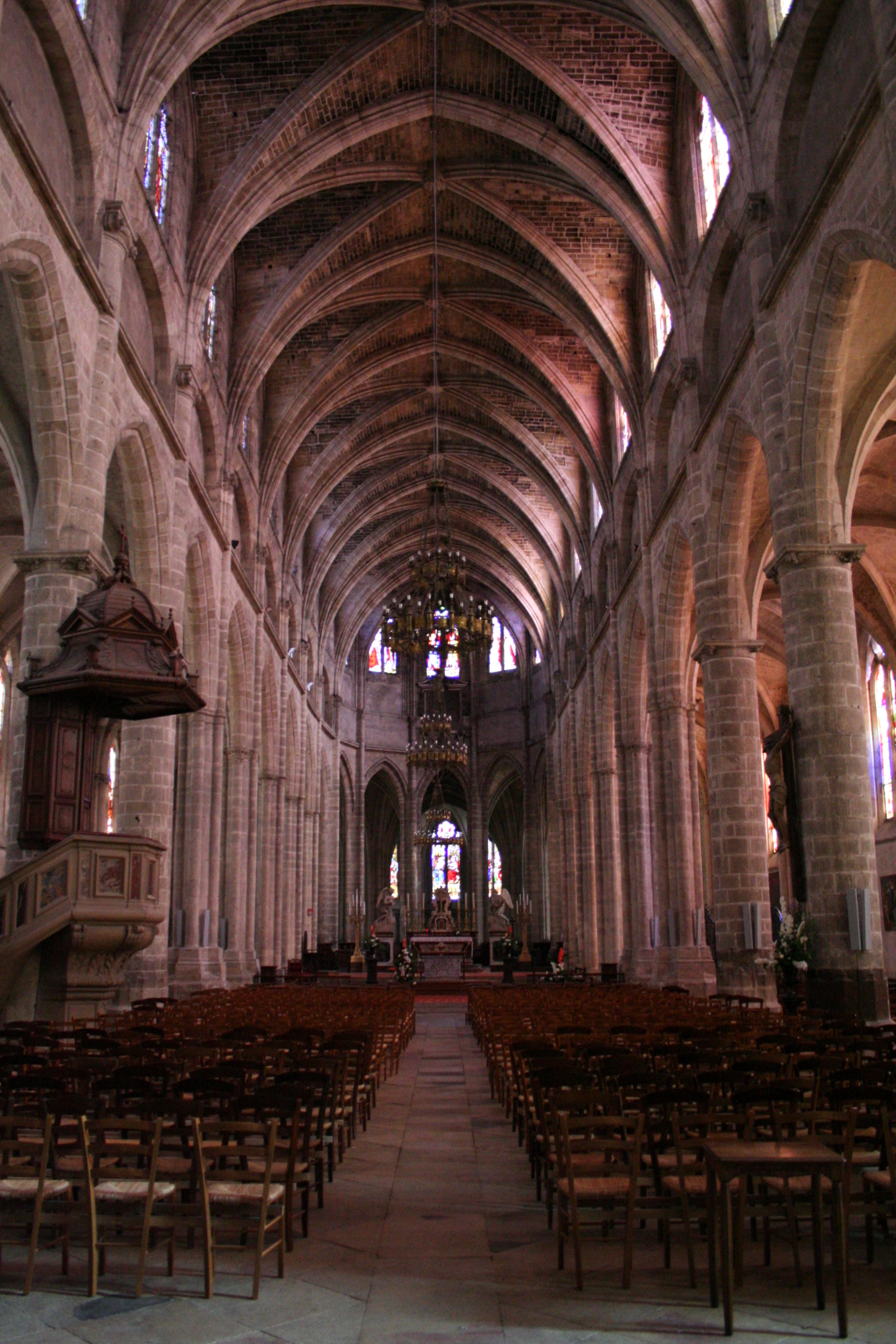
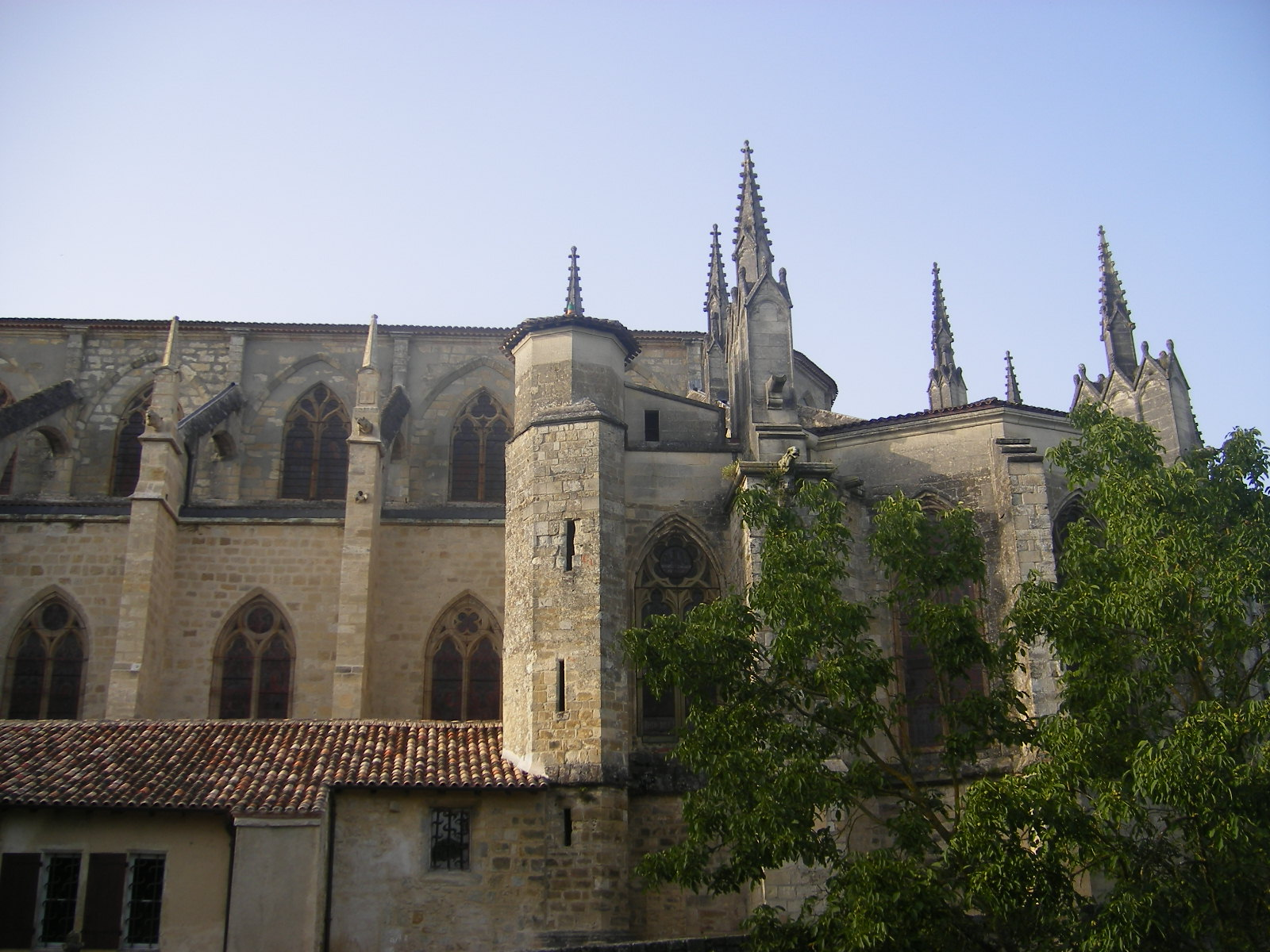
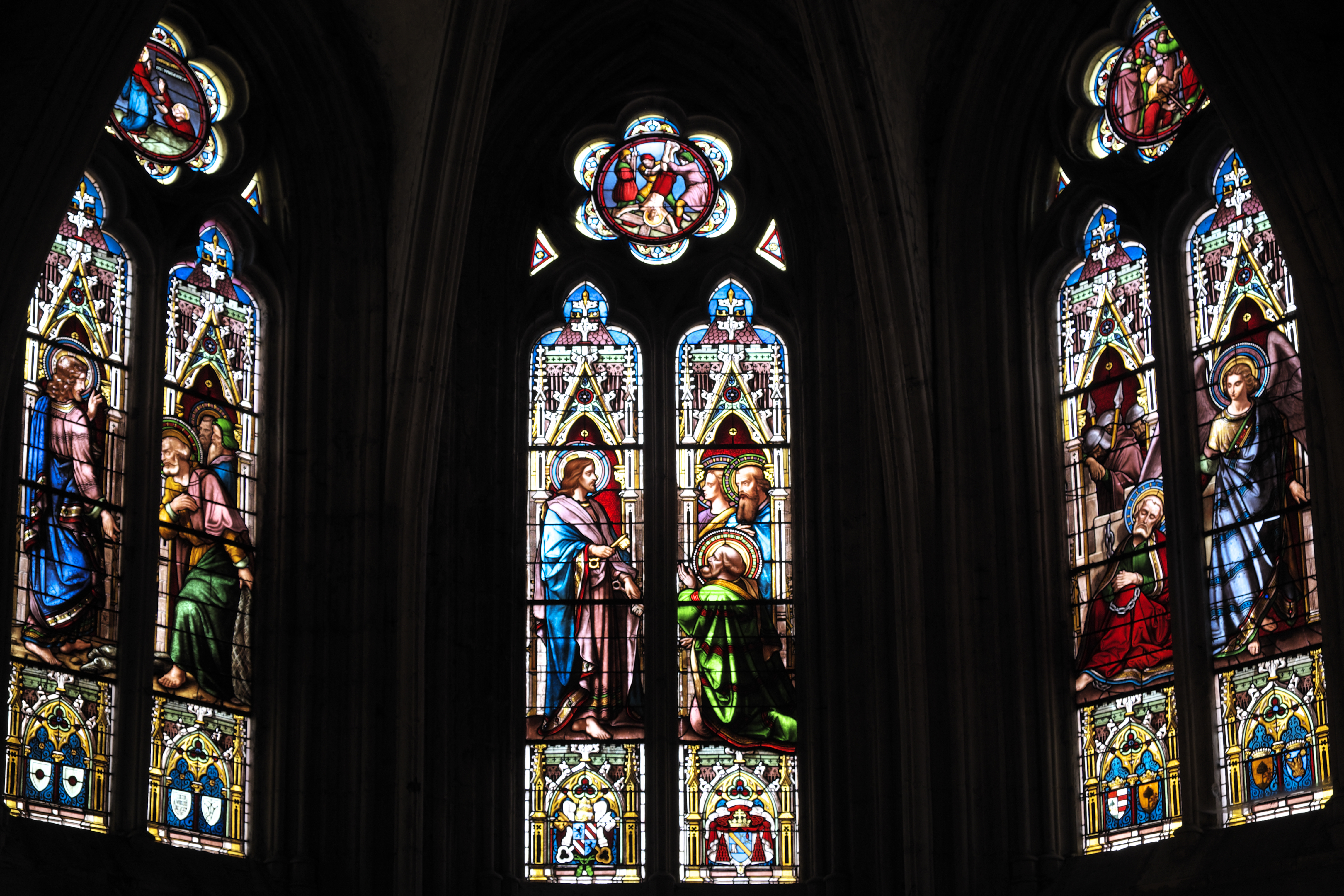
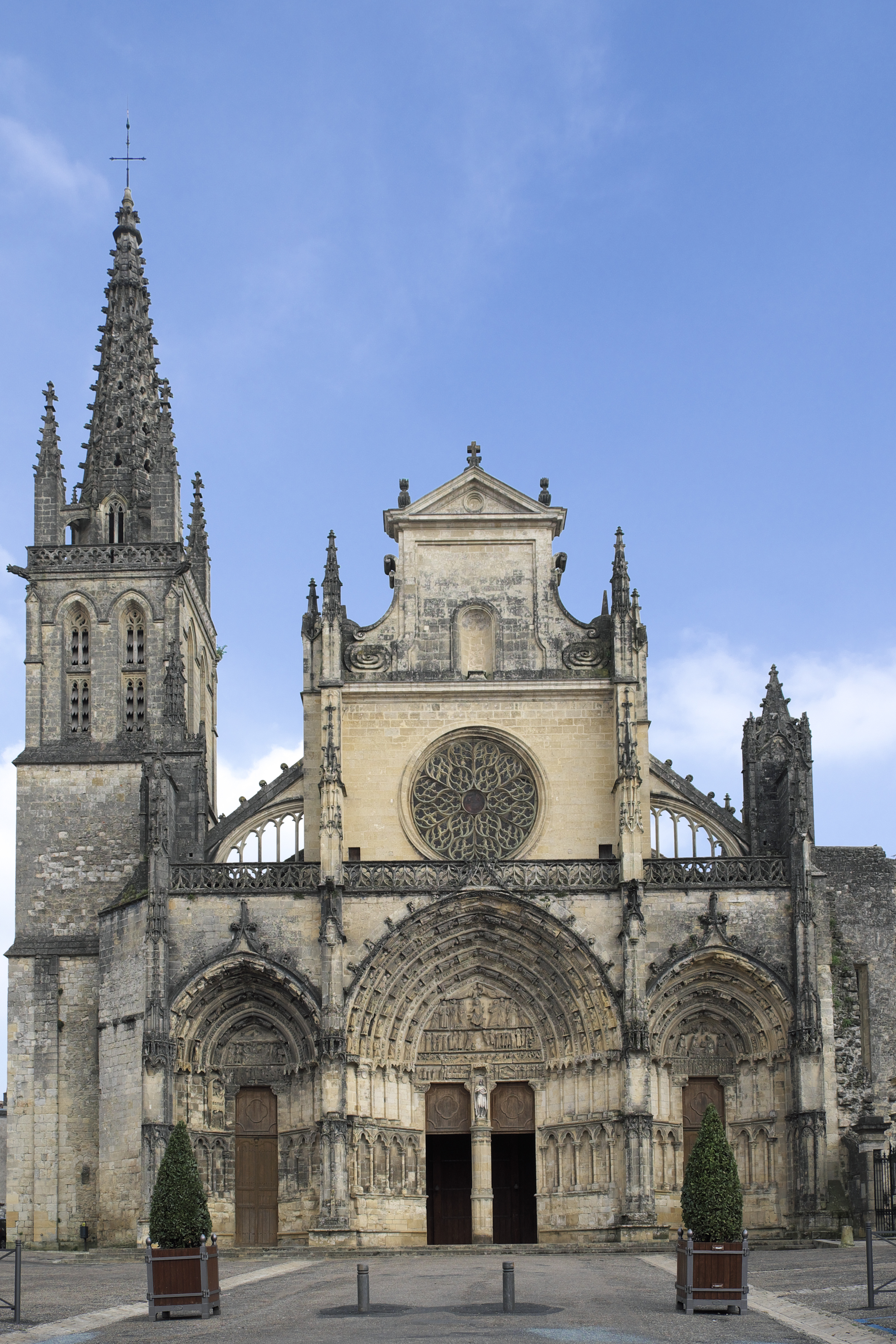
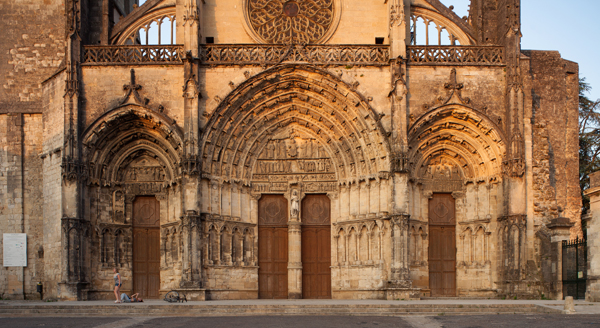

## Látnivalók
- Kapu
- Rózsakert
- A városháza csarnoka
- Keresztelő Szent János-székesegyház
- Notre-Dame-du-Mercadi
- Hippodrome
- Törvényszék
- Régi Kórház

### Galéria

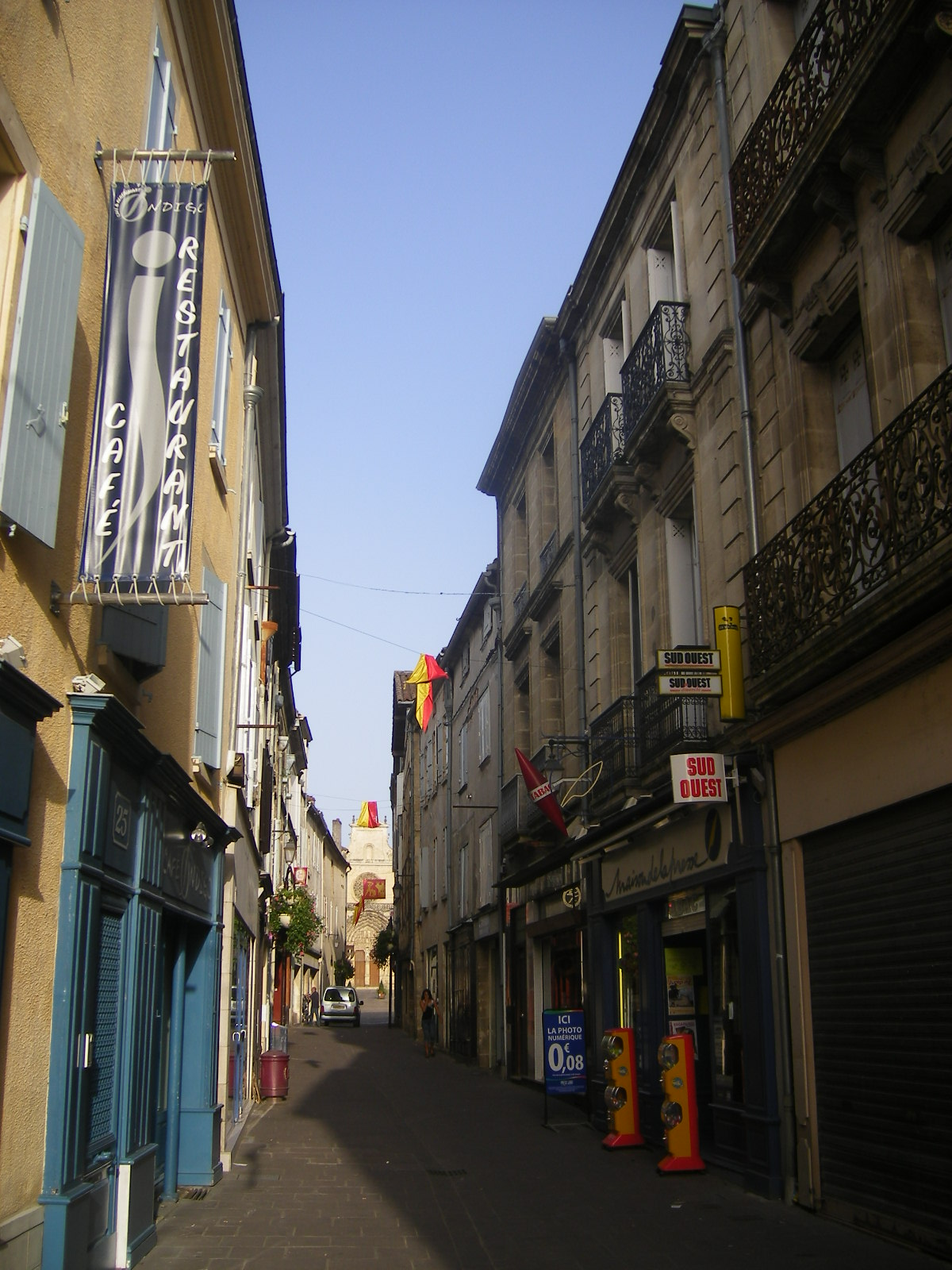
Utcakép
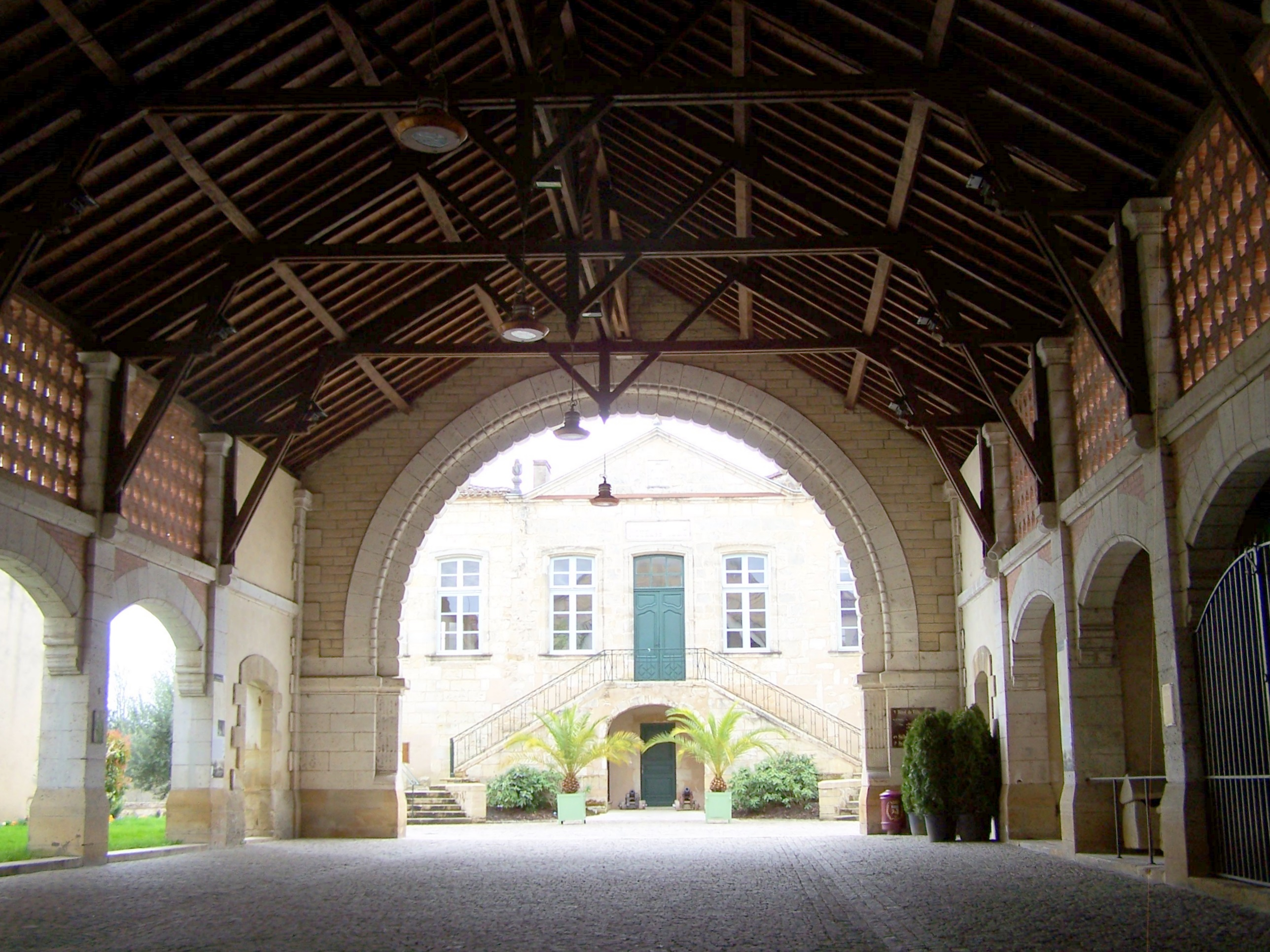
Városháza
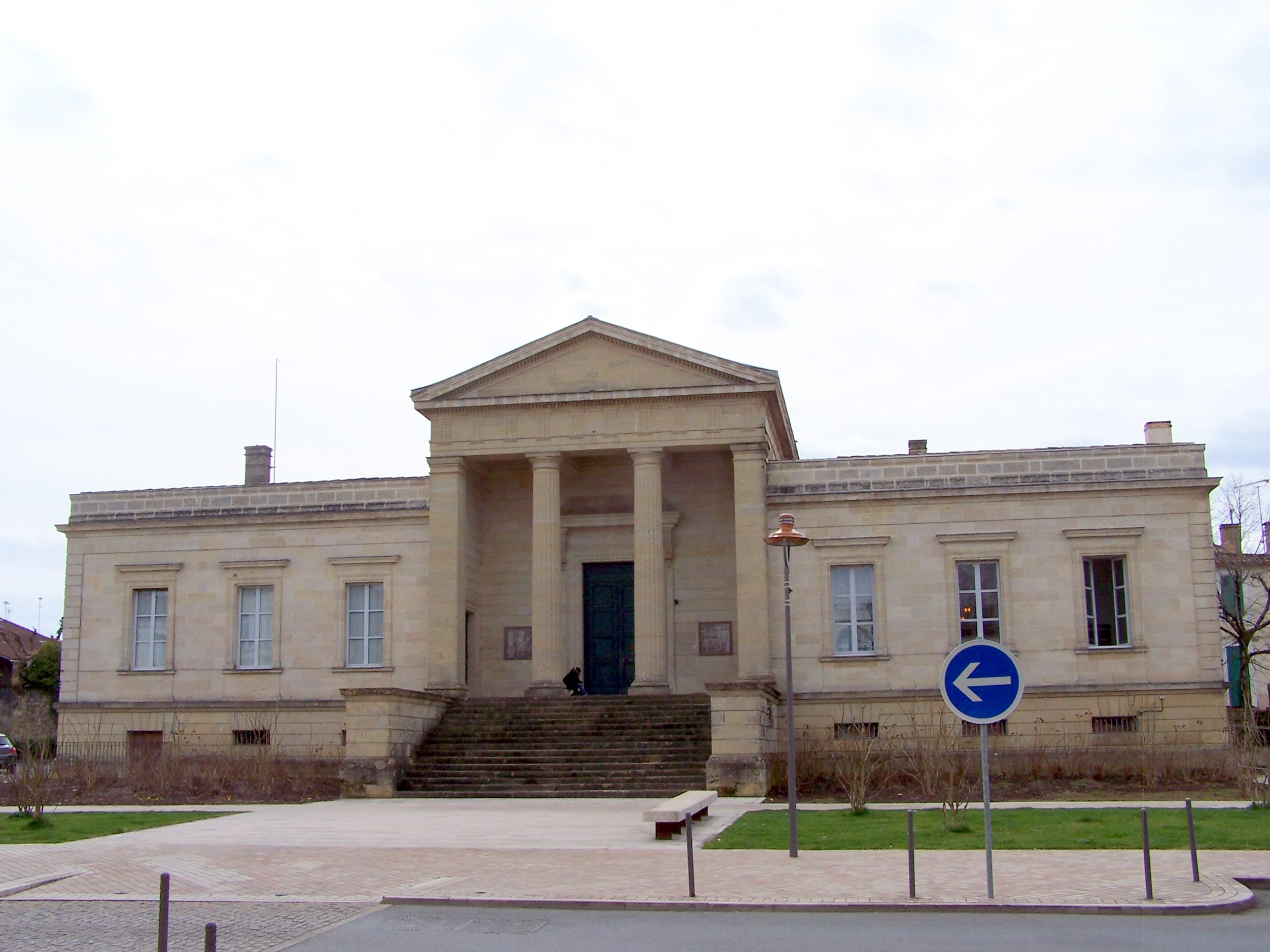
Bíróság

## Adminisztráció
Polgármesterek:
- 2001–2008 Paul Marquette (DVD)
- 2008–2014 Bernard Bosset (DVD)

## Testvérvárosok
- Spanyolország Agurain 1996-óta